# Kalyandurg
Kalyandurg là một thị trấn thống kê (census town) của quận Anantapur thuộc bang Andhra Pradesh, Ấn Độ.

## Nhân khẩu
Theo điều tra dân số năm 2001 của Ấn Độ, Kalyandurg có dân số 29.272 người. Phái nam chiếm 51% tổng số dân và phái nữ chiếm 49%. Kalyandurg có tỷ lệ 61% biết đọc biết viết, cao hơn tỷ lệ trung bình toàn quốc là 59,5%: tỷ lệ cho phái nam là 69%, và tỷ lệ cho phái nữ là 53%. Tại Kalyandurg, 13% dân số nhỏ hơn 6 tuổi.